# العلاقات السويدية اللبنانية
العلاقات السويدية اللبنانية هي العلاقات الثنائية التي تجمع بين السويد ولبنان.

## مقارنة بين البلدين
هذه مقارنة عامة ومرجعية للدولتين:
| وجه المقارنة                                              | السويد                                                                               | لبنان                                                                |
| --------------------------------------------------------- | ------------------------------------------------------------------------------------ | -------------------------------------------------------------------- |
| المساحة (كم2)                                             | 450.30 ألف                                                                           | 10.45 ألف                                                            |
| عدد السكان (نسمة)                                         | 10.16 مليون                                                                          | 6.10 مليون                                                           |
| الكثافة السكانية (ن./كم²)                                 | 22.56                                                                                | 583.73                                                               |
| العاصمة                                                   | ستوكهولم                                                                             | بيروت                                                                |
| اللغة الرسمية                                             | اللغة السويدية، لغات السامي، اللغة الفنلندية، منكيلي، اللغة الرومنية، اللغة اليديشية | اللغة العربية، لغة فرنسية                                            |
| العملة                                                    | كرونة سويدية                                                                         | ليرة لبنانية                                                         |
| الناتج المحلي الإجمالي (بليون دولار)                      | 538.04 مليار                                                                         | 51.84 مليار                                                          |
| الناتج المحلي الإجمالي (تعادل القوة الشرائية) بليون دولار | 469.01 مليار                                                                         | 81.54 مليار                                                          |
| الناتج المحلي الإجمالي الاسمي للفرد دولار أمريكي          | 50.58 ألف                                                                            | 8.05 ألف                                                             |
| الناتج المحلي الإجمالي للفرد دولار أمريكي                 | 45.30 ألف                                                                            | 17.46 ألف                                                            |
| مؤشر التنمية البشرية                                      | 0.907                                                                                | 0.769                                                                |
| رمز المكالمات الدولي                                      | +46                                                                                  | +961                                                                 |
| رمز الإنترنت                                              | .se                                                                                  | .lb                                                                  |
| المنطقة الزمنية                                           | توقيت وسط أوروبا، ت ع م+01:00، ت ع م+02:00، أوروبا/ستوكهولم ‏                         | ت ع م+02:00، ت ع م+03:00، توقيت شرق أوروبا، توقيت شرق أوروبا الصيفي ‏ |

## منظمات دولية مشتركة
يشترك البلدان في عضوية مجموعة من المنظمات الدولية، منها:
| علم المنظمة | اسم المنظمة                               | تاريخ انضمام السويد | تاريخ انضمام لبنان |
| ----------- | ----------------------------------------- | ------------------- | ------------------ |
|             | مؤسسة التنمية الدولية                     | 24 سبتمبر 1960      | 10 أبريل 1962      |
|             | يونسكو                                    | 23 يناير 1950       | 4 نوفمبر 1946      |
|             | وكالة ضمان الاستثمار متعدد الأطراف        | 12 أبريل 1988       | 19 أكتوبر 1994     |
|             | الأمم المتحدة                             | 19 نوفمبر 1946      | 24 أكتوبر 1945     |
|             | الاتحاد البريدي العالمي                   | ?                   | ?                  |
|             | البنك الدولي للإنشاء والتعمير             | 31 أغسطس 1951       | 14 أبريل 1947      |
|             | الاتحاد الدولي للاتصالات                  | 1866                | 12 يناير 1924      |
|             | منظمة حظر الأسلحة الكيميائية              | ?                   | ?                  |
|             | مؤسسة التمويل الدولية                     | 20 يوليو 1956       | 28 ديسمبر 1956     |
|             | المركز الدولي لتسوية المنازعات الاستشارية | 28 يناير 1967       | 25 أبريل 2003      |
|             | منظمة الشرطة الجنائية الدولية             | ?                   | ?                  |

## أعلام
هذه قائمة لبعض الشخصيات التي تربطها علاقات بالبلدين:
- أليكساندر ميشيل (لاعب كرة قدم سويدي، 14 نوفمبر 1992[18] – )
- إدي موسى (لاعب كرة قدم سويدي، 20 مارس 1984[19] – 1 يوليو 2010)
- إريك سعادة (مغني سويدي، 29 أكتوبر 1990 – )
- جوزيف فارس (19 سبتمبر 1977[20] – )
- حسن عباس (لاعب كرة قدم سويدي، 10 مايو 1985 – )
- دارين (مغنية سويدية، 1974 – )
- سويدي لبناني (قائمة ويكيميديا)
- فارس فارس (29 أبريل 1973[21][22] – )
- فيليكس ميشيل (لاعب كرة قدم سويدي، 23 يوليو 1994[23] – )
- ماهر زين (مغني سويدي-لبناني، 16 يوليو 1981 – )
- محمد رمضان (لاعب كرة قدم سويدي، 4 أبريل 1991 – )
- محمد علي خان (لاعب كرة قدم سويدي، 1 نوفمبر 1988 – )
- نور الرفاعي (14 نوفمبر 1987[24] – )

## وصلات خارجية
- موقع وزارة الخارجية السويدية